# Lawrence Harding Johnston

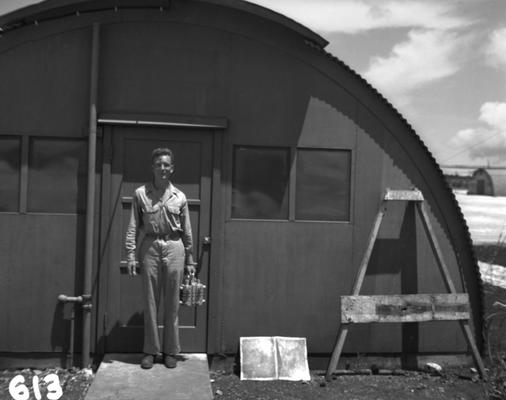
Lawrence H. Johnston mit dem Plutoniumkern für Fat Man

Lawrence Harding Johnston (* 11. Februar 1918 in Shandong, China; † 4. Dezember 2011 in Moscow, Idaho) war ein US-amerikanischer Physiker und in jungen Jahren ein Mitarbeiter des Manhattan-Projekts. Er war der einzige Mensch, der 1945 alle drei Atomexplosionen miterlebt hat, den Trinity-Atomtest und die Atombombenabwürfe auf Hiroshima und Nagasaki.

## Werdegang
Nach seinem Abschluss an der Hollywood High School im Jahr 1936 machte Johnston einen Associate Degree am Los Angeles City College. Er wechselte an die University of California in Berkeley, wo der spätere Nobelpreisträger Luis Walter Alvarez ein Doktorand war. Johnston erhielt 1940 seinen Bachelor-Abschluss in Physik.
Während des Zweiten Weltkriegs arbeitete er am MIT Radiation Laboratory an einem Radar-Landeverfahren. 1944 folgte er Alvarez zum Los Alamos Laboratory des Manhattan-Projekts, wo er zusammen mit Alvarez den Zündmechanismus der Mk.3-Plutoniumbombe Fat Man entwickelte.
Er beobachtete den Trinity-Atomtest von einer B-29 aus zusammen mit den anderen Project Alberta-Mitglieder Harold Agnew und Captain "Deak" Parsons. Die Atombombenabwürfe auf Hiroshima und Nagasaki erlebte er im Begleitflugzeug The Great Artiste. Johnston bereute nie die Rolle, die er bei der Entwicklung der Atombombe und den Bombenangriffen gespielt hatte.
Nach dem Krieg promovierte er. Sein Doktorvater war wiederum Alvarez. Seine Diplomarbeit machte er im Jahr 1950 und wurde außerordentlicher Professor an der University of Minnesota in Minneapolis. Später arbeitete er an der Stanford Linear Accelerator Center als Leiter der Elektronikabteilung und war Professor an der University of Idaho in Moscow, wo er bis zu seiner Pensionierung lehrte.

## Privates
Johnston war Sohn eines presbyterianischen Missionars. Während seines Studiums in Berkeley lernte Johnston Mildred (Millie) Hillis kennen, ein Mädchen, das seinen starken christlichen Glauben teilte. Sie heirateten und hatten fünf Kinder. Im Ruhestand unternahm Johnston mehrere Reisen nach Israel, um an biblischen Archäologieprojekten mitzuarbeiten.